# Habronattus cognatus
Habronattus cognatus là một loài nhện trong họ Salticidae.
Loài này thuộc chi Habronattus. Habronattus cognatus được Elizabeth Maria Gifford Peckham & George William Peckham miêu tả năm 1901.

## Hình ảnh

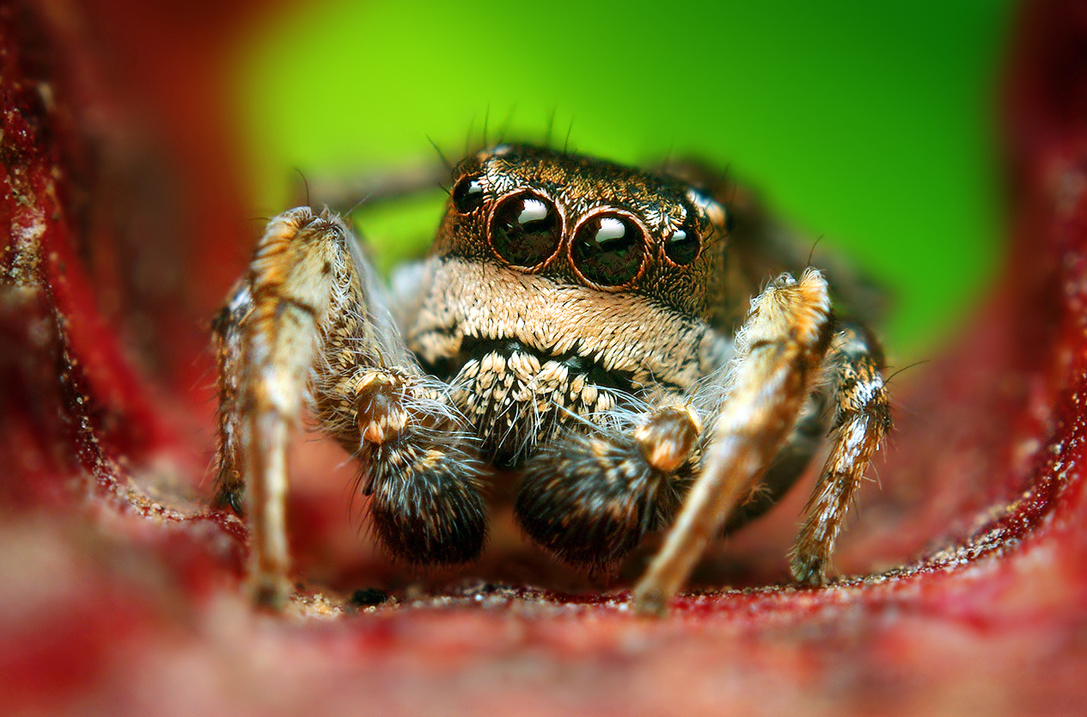